# Месопотамія (Аргентина)

Месопотамія на мапі Аргентини

30°00′ пд. ш. 58°30′ зх. д. / 30° пд. ш. 58.5° зх. д.
Месопота́мія (ісп. Mesopotamia) — вологий та вкритий щільною рослинністю регіон на північному сході Аргентини, що включає провінції Місьйонес, Ентре-Ріос і Коррієнтес. У ландшафті регіону домінують дві річки, що обмежують його, Парана і Уругвай. Назва резіону походить від аналогії довгих паралельних річищ цих річок та зелених земель між ними з регіоном на території сучасного Іраку — Месопотамією (грец. Μεσοποταμία) або Межиріччям. Частини суміжних провінцій Аргентини, Бразилії, Уругваю і Парагваю мало відрізняються за своїми фізіогеографічними характеристиками.

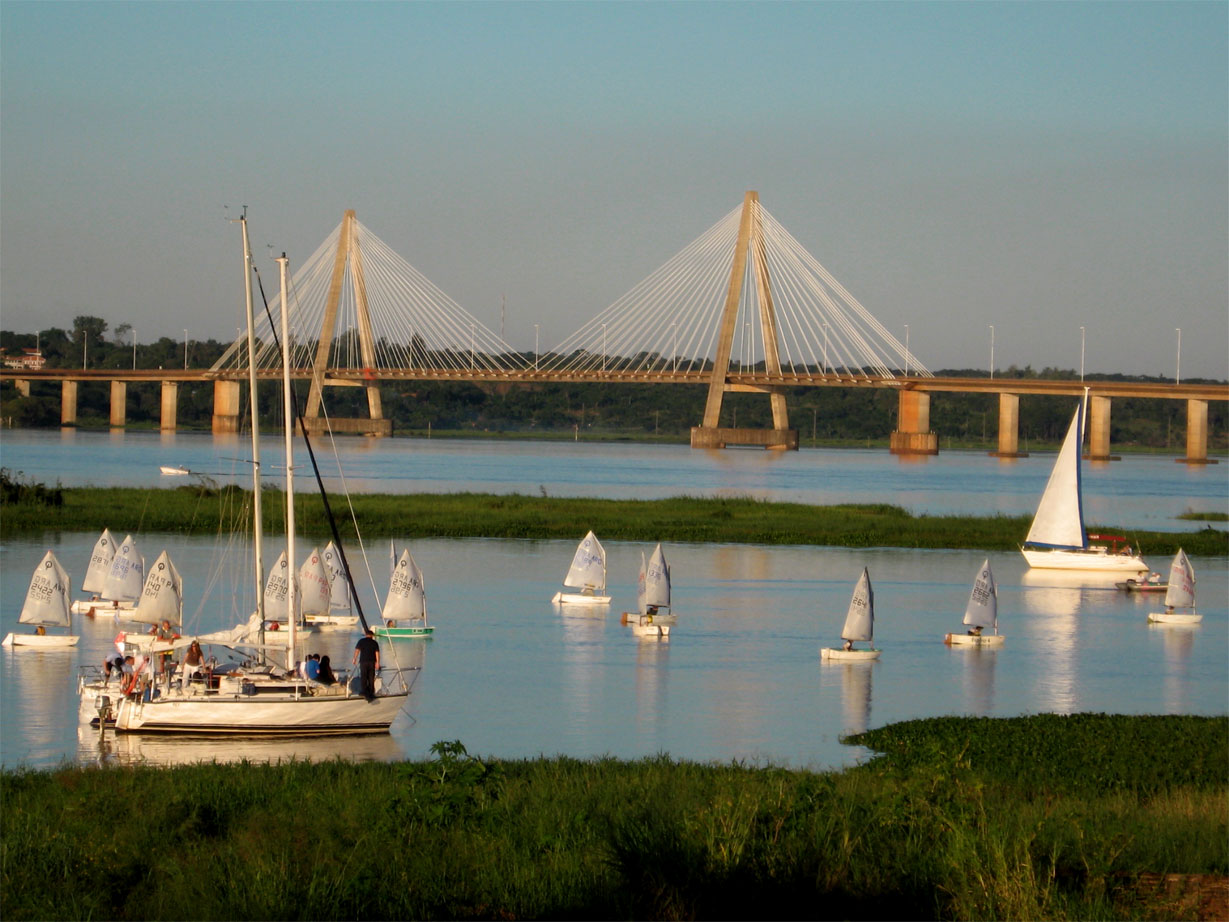
Міст Сан-Роке-Гонсалес між містами Посадас і Енкарнасьйон
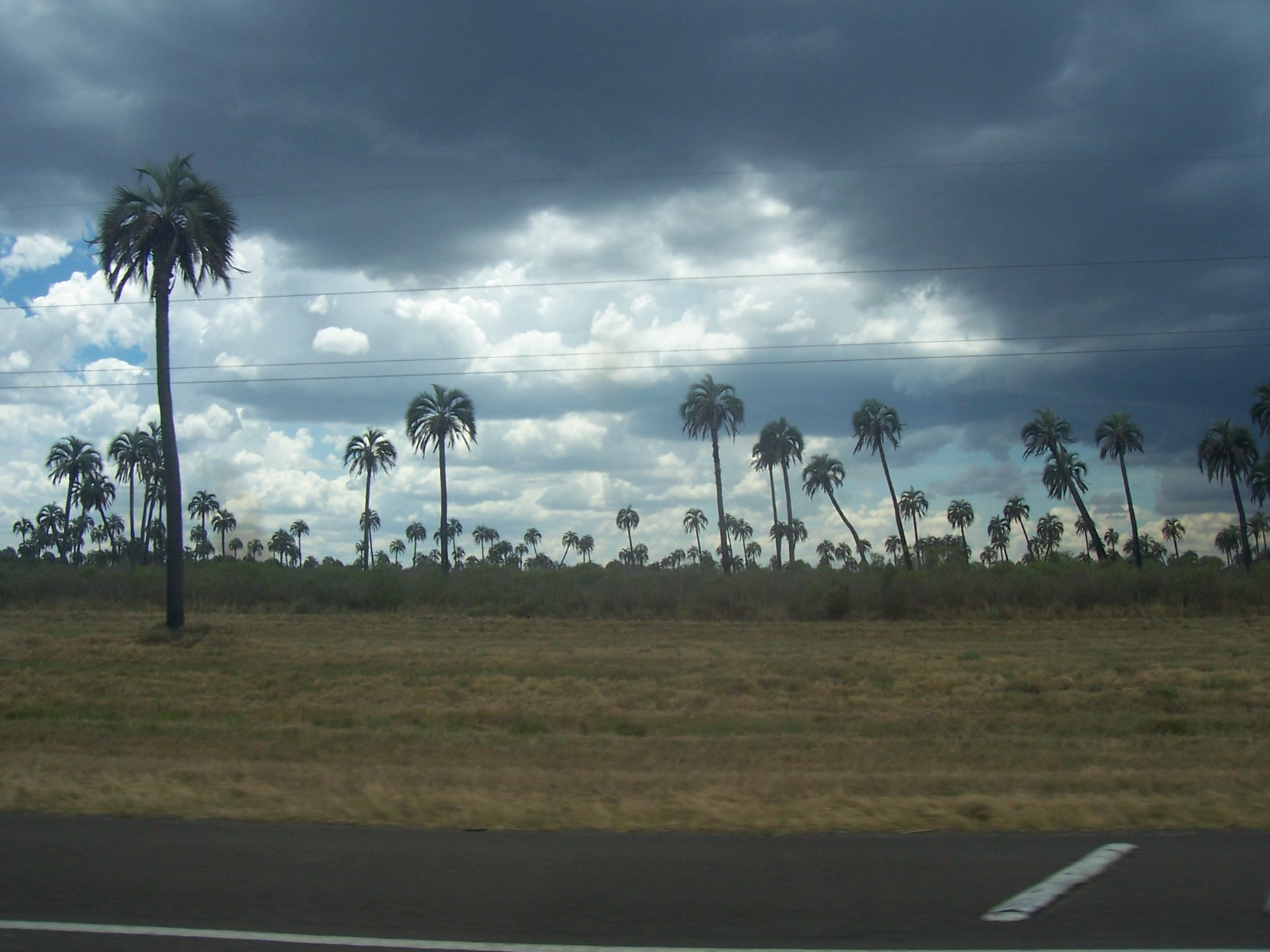
Національний парк Ель-Пальмар, провінція Ентре-Ріос

Месопотамія є одним з найпопулярніших регіонів Аргентини серед туристів, тут розташовані відомі єзуїтські місії та монастирі, Національний парк Іґуасу і водоспад Іґуасу. Естерос-дель-Ібера (болота Ібери) являють собою заболочений район, що нагадує бразильський Пантанал.
Регіон є частиною Бразильського нагір'я. Весь регіон характеризується значною кількістю опадів (2000 мм на рік), особливо в серпні та вересні. Місьйонес, на півночі Месопотамії, переважно вкритий субтропічними лісами, де водяться алігатори, тукани та мавпи. Швидке перетворення органічної речовини приводить до утворення червоного ґрунту лише з тонким верхнім шаром, що легко вимивається. Коррієнтес переважно заболочений та вкритий лісами, а Ентре-Ріос містить великі території лугів.
Флора регіону представлена пальмою-ятай (Butia yatay), з метою охорони якої був створений Національний парк Ель-Пальмар, і бразильською араукарією (Araucaria angustifolia). Також тут у великій кількості ростуть деревоподібні папороті, орхідеї та багато порід великих дерев. Саме звідси походить гостролист парагвайський (Ilex paraguariensis), джерело мате. Зараз регіон широко використовується для вирощування овець, домашніх птахів, льна, тютюна, цитрусів та рису.